# Cło

Przykładowy znak zakazu (B-32 Stój! Kontrola Celna), informacja z cłem

Cło – prawnie: opłata za przewóz towarów przez granicę celną; ekonomicznie: specyficzny podatek stosowany w handlu międzynarodowym.
Jeśli sprowadzenie jakiegoś dobra jest obłożone cłem, to oprócz zapłaty dla dostawcy klient musi także uiścić cło na rzecz budżetu państwa, żeby móc z dobra w kraju korzystać. Cła mogą być nakładane od wartości towaru (np. 1% od każdej złotówki ceny dobra) lub od jego ilości (np. 1000 zł od 1 samochodu). Często cła przedstawia się jako sposób na ochronę własnego przemysłu/rolnictwa przed zagraniczną konkurencją.

## Cele
Cło pobierane może być w celu:
- ochrony rynku wewnętrznego i rodzimych producentów przed zagraniczną konkurencją[2]
- zwiększenia wpływów do budżetu państwa; typowym przykładem takiego zastosowania jest nałożenie opłat na sprowadzanie towarów nieprodukowanych w danym kraju, ponieważ nie występuje wówczas motyw ochrony rodzimych producentów
- wywierania nacisku na partnera handlowego w zakresie zmiany (bądź zaniechania zmiany) warunków wymiany handlowej; przykładem takiego zastosowania są cła retorsyjne.

Cło stosowane głównie w funkcji ochrony rodzimego przemysłu jest podstawowym narzędziem protekcjonizmu gospodarczego. Obecnie jednak, wobec postępujących procesów globalizacji, cła oraz inne narzędzia ochrony rynków wewnętrznych tracą na znaczeniu, a zaczyna dominować koncepcja wolnego handlu w wymianie międzynarodowej. Wiele państw tworzy unie celne, znosząc tym samym cła w wymianie handlowej między sobą przy jednoczesnym ujednoliceniu polityki celnej wobec państw trzecich.

## Rodzaje ceł
podział według kierunku ruchu towarów:
- Cło importowe – jego zadaniami są ochrona produkcji krajowej oraz zwiększenie dochodów państwa.
- Cło eksportowe – jest nakładane głównie na surowce, w celu zachęcania do ich przetwarzania w kraju. Powoduje ono wzrost cen produktów krajowych za granicą. Nakładanie ceł eksportowych może powodować pogorszenie bilansu handlowego poprzez zmniejszenie eksportu. Tego typu cła stosuje się jedynie w krajach rozwijających się o monokulturowym charakterze gospodarki, gdyż może ono wówczas zastępować podatki, których pobieranie wymagałoby tworzenia kosztownego systemu podatkowego.
- Cło tranzytowe – była to opłata nakładana na zagranicznych kupców przejeżdżających przez dane państwo. Jest ono stosowane bardzo rzadko, ponieważ brak ceł przewozowych może stać się czynnikiem skłaniającym do wyboru tranzytu przez dane państwo, co może przynieść duże wpływy z udostępnienia sieci transportowej oraz środków transportu. W wielu państwach, w tym także w Polsce, dochody te stanowiły znaczną część wpływów budżetowych.

Podział według sposobu określania wysokości ceł:
- Cło ad valorem – określone w procentach w stosunku do wartości towaru.
- Cło specyficzne – stawka celna podawana jest w odniesieniu do ilości towaru (np. 2 zł od tony węgla).
- Cło kombinowane (mieszane) – ustalone w zależności od wartości i ilości towarów.

Podział według charakteru ekonomicznego:
- Cło fiskalne – zapewniają państwu odpowiednie dochody. Obecnie rola fiskalna ceł nie jest dominująca.
- Cło ochronne – jego celem jest ochrona produkcji krajowej przed konkurencją zagraniczną.
- Cło ekspansywne – ma na celu utrzymanie wysokich cen na rynku wewnętrznym.

Podział według rodzaju taryfy celnej:
- maksymalne
  - Cło optymalne – wielkość cła pozwalająca na maksymalizację osiąganych korzyści przez wprowadzające go państwo.
- minimalne

Podział według zróżnicowania traktowania:
- dyskryminacyjne – ustalone na poziomie wyższym od ogólnego
- preferencyjne – zapewnia szczególnie korzystne warunki wymiany

## Mechanizm działania cła
Bezpośrednim efektem stosowania ceł jest wzrost cen towarów importowanych, na które je nałożono. Skutkiem tego może być spadek popytu na towary obłożone cłem, a co za tym idzie spadek ich sprzedaży. W przypadku gdy nie są one wytwarzane przez krajowych producentów, może nastąpić spadek ich konsumpcji. Jeśli jednak są one produkowane także w kraju, to wzrost cen towarów zagranicznych może prowadzić do wzrostu produkcji ich krajowych odpowiedników. Co dalej skutkuje zwiększeniem zatrudnienia w danej gałęzi.
Niekorzystne efekty wprowadzenia ceł odczuwają przede wszystkim zagraniczni producenci, ale także krajowi konsumenci.
Cła przynoszą korzyści krajowym przedsiębiorstwom, które produkują towary obłożone cłem. Zależności te zanalizowane są w kolejnym akapicie.

## Ekonomiczna analiza cła
Opozycją do wszelkich ceł jest zasada wolnego handlu; Światowa Organizacja Handlu stale namawia do zmniejszenia ich wysokości, by zapobiec dyskryminacji jednych państw przez grupy innych, mającej miejsce właśnie za sprawą zbyt wysokiego oclenia. Niektóre teorie ekonomiczne uważają cła za szkodliwą interwencję w wolność osobistą i w prawa wolnego rynku, a sztuczne podtrzymywanie nieefektywnych przedsiębiorstw (bądź całych gałęzi gospodarki) jest nieuczciwe z punktu widzenia konsumenta i niekorzystne dla całej gospodarki. W teoriach tych przyjmuje się, że lepiej pozwolić przedsiębiorstwu upaść i pozwolić nowej, efektywniejszej firmie zająć jego miejsce.

## Efekty wprowadzenia cła

Dochody finansów publicznych, w % PKB, z podatków importowych. Dla tych danych, wariancja PKB na głowę z parytetem siły nabywczej (PPP) jest wyjaśniona w 38% przez wpływy podatkowe.

- Fiskalny efekt cła – ilustruje korzyści odniesione przez budżet państwa, polegające na uzyskaniu wpływów z ceł, które nałożono na pewne towary.
- Redystrybucyjny efekt cła – reprezentuje korzyści uzyskiwane z wprowadzenia cła przez krajowych producentów.
- Efekt protekcyjny cła – reprezentuje on stratę biorącą się stąd, że część popytu na dany towar, przed wprowadzeniem cła pokrywana przez producentów zagranicznych, jest obecnie zaspokajana przez producentów krajowych, którzy w poprzednim okresie, ze względu na wysokie koszty produkcji, sprzedawali mniejsze ilości dóbr.
- Konsumpcyjny efekt cła – strata ponoszona przez konsumentów, nie jest rekompensowana przez dodatkową korzyść innych podmiotów. Reprezentuje straty poniesione przez konsumentów – nie zdecydują się oni bowiem w ogóle na zakup danego towaru po nowej, wyższej cenie.

Efekty protekcyjny i konsumpcyjny cła są stratami ponoszonymi przez konsumentów. Stratom tym nie towarzyszą korzyści uzyskiwane przez inne grupy podmiotów (np. producentów czy państwo). W związku z tym straty te określane są mianem strat pustych (ang. dead–weight loss).

## Terms of trade cła
Efekt Terms of trade cła to dodatkowy efekt wprowadzenia cła w kraju dużym, tj. takim, którego popyt na dany towar stanowi tak dużą część popytu światowego, iż ma on możliwość wywierania wpływu na kształtowanie się cen tego towaru.
Jest to poprawa cen w eksporcie i imporcie dużego kraju, spowodowana faktem, że wskutek wprowadzenia cła, ceny towarów eksportowanych przez duży kraj nie ulegają zmianie, natomiast następuje spadek cen towarów importowanych.

## Preferencje celne
Taryfa jednokolumnowa – przywożone towary traktowane są przez dany kraj jednakowo, bez względu na kraj ich pochodzenia. Taryfa celna zapisana jest wówczas w jednej kolumnie. Wraz z przystąpieniem do UE, Polska przyjęła wspólną taryfę celną tego ugrupowania będącą również taryfą jednokolumnową. Zawiera ona stawki celne noszące nazwę konwencyjnych.
Taryfa wielokolumnowa – Jest konsekwencją wprowadzenia preferencji celnych, każda z kolumn zawiera stawki celne odnoszące się do towarów pochodzących z określonej grupy krajów. Wyróżnia się następujące rodzaje stawek:
- konwencjonalna
- obniżona
- preferencyjna
- autonomiczna
- ryczałtowa – stosowana m.in. dla upominków

Preferencje celne – polityka różnicowania ceł w odniesieniu do towarów pochodzących z różnych grup krajów.

## Stopień protekcji celnej
Wyróżnia się trzy stopnie protekcji. Są to kolejno: średnia stawka celna, nieważona średnia stawka celna oraz efektywna stopa protekcji
- Nieważona stawka celna – średnia sumy stawek celnych nakładanych w danym państwie na wszystkie rodzaje importowanych dóbr.
- Ważona średnia stawka celna – iloraz wielkości wpływów z ceł uzyskiwanych w ciągu roku przez dane państwo przez wielkość wydatków na import.
- Efektywna stopa protekcji – narządzie analityczne określające stopień protekcji zapewniony krajowym czynnikom produkcji (prac i kapitałowi) przez obowiązującą w danym państwie strukturę ceł.